# Landgrafenhaus

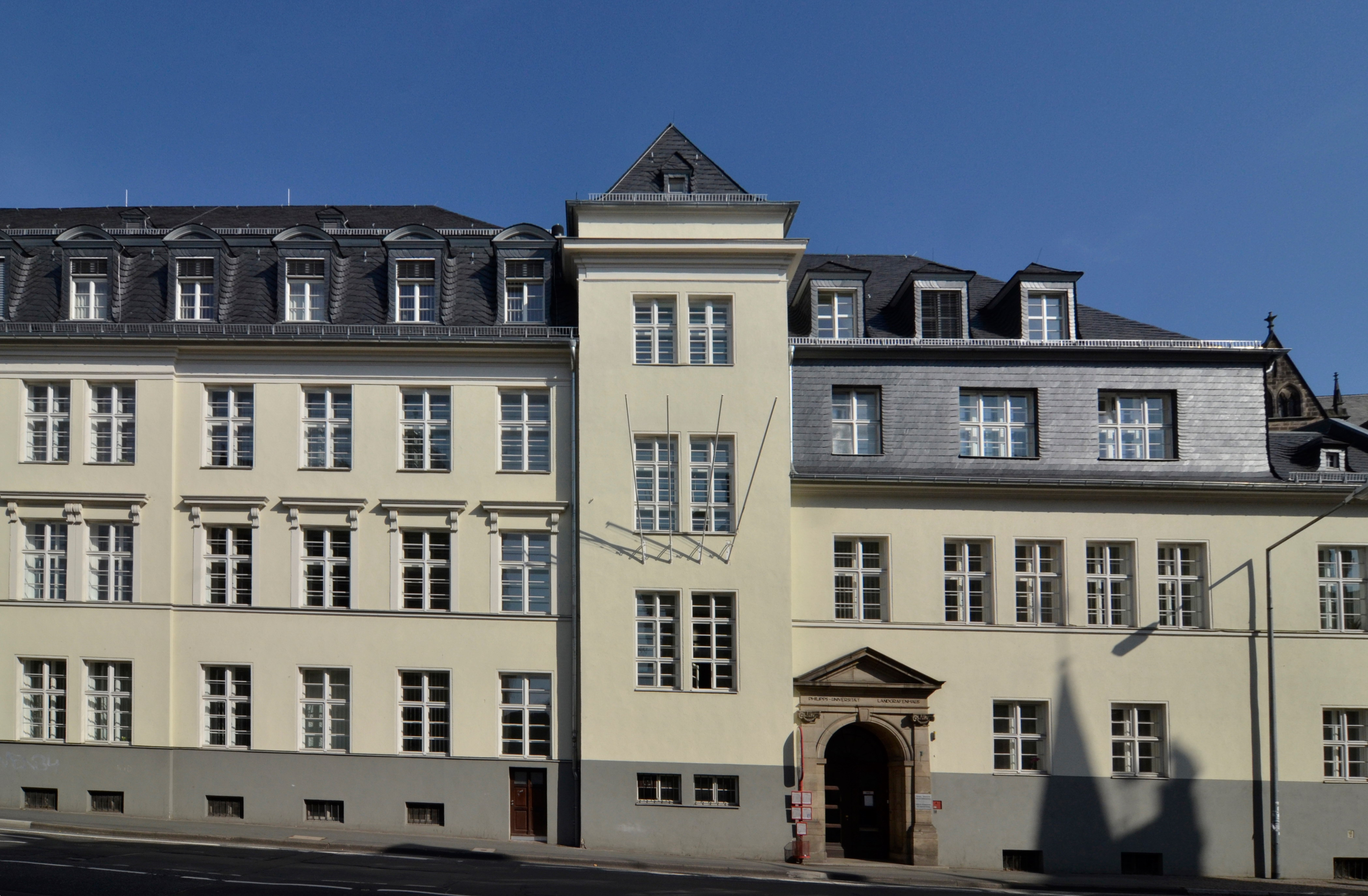
Das Landgrafenhaus, von der Universitätsstraße aus gesehen

Das Landgrafenhaus ist ein historisches Verwaltungs- und Hörsaalgebäude der Philipps-Universität Marburg, das sich an der Universitätsstraße 7 im Zentrum von Marburg befindet. Es wurde in den Jahren 1915 bis 1921 nach den Plänen des Regierungsbaumeisters Hermann Leyn erbaut und ist ein bedeutendes Kulturdenkmal, das sowohl architektonische als auch städtebauliche Relevanz besitzt.

## Geschichte und Entstehung
In den frühen 1910er Jahren stieg die Zahl der Studierenden an der Universität Marburg stetig an, was die Errichtung eines neuen Hörsaalgebäudes erforderlich machte. Der Neubau sollte in unmittelbarer Nähe des Hauptgebäudes (Alte Universität) entstehen. Das Landgrafenhaus wurde 1913 geplant und 1914 genehmigt, nachdem langwierige Verhandlungen zwischen der Universität, der Stadt Marburg und der jüdischen Gemeinde geführt worden waren. Zunächst war der Bau auf einem angrenzenden Grundstück vorgesehen, doch nach einigen Anpassungen und aufgrund des Widerstandes der jüdischen Gemeinde wurde das Projekt auf das Grundstück an der Universitätsstraße verschoben.
Die Bauarbeiten wurden durch den Ersten Weltkrieg mehrfach unterbrochen und erst 1921 abgeschlossen. Im Jahr 1927 wurde das Gebäude durch einen Brand schwer beschädigt, insbesondere das Dachgeschoss, das jedoch später wiederhergestellt wurde.

## Architektur
Das Landgrafenhaus wurde im für das frühe 20. Jh. typischen Stil des Bundes Heimatschutz erbaut. Der Baukörper ist asymmetrisch und erstreckt sich über die gesamte Parzelle bis zum Lahntor. Der linke Teil des Gebäudes, der das Verwaltungszentrum beherbergt, ist dreigeschossig und zeichnet sich durch ein markantes Mansarddach aus. Das rechte Gebäude ist einfacher gestaltet und fügt sich besser in die niedrigere Nachbarbebauung ein.
Der Hauptzugang befindet sich an der Universitätsstraße, wo ein aufwendig gestaltetes Rundbogenportal den Eingang ziert. Ein weiteres Portal führt zum Lahntor, wo ein Erweiterungsbau mit einem giebelständigen Abschnitt die Architektur ergänzt. Im Inneren befinden sich der Kleine und der Große Hörsaal im ersten und zweiten Obergeschoss.
Die Fassade des Gebäudes ist grau verputzt und weist zurückhaltend historisierende Elemente auf. Besonders hervorzuheben sind die dekorativen Betonierungen der Beletage und die schiefergedeckten Dächer. Trotz dieser Elemente bleibt der Bau ein fremdartiger Akzent in seiner Umgebung, was an der stilistisch ortsfremden Gestaltung liegt, die von Georg Bewig, einem damaligen Marburger Stadtbaurat, propagiert wurde.

## Nutzung und Denkmalschutz
Seit seiner Fertigstellung beherbergt das Landgrafenhaus verschiedene akademische Institutionen. Ursprünglich wurde es als Verwaltungs- und Hörsaalgebäude genutzt, und die Juristische Fakultät sowie andere Fachbereiche wie Mathematik waren bis in die 1960er Jahre hier ansässig. Heute befindet sich im Landgrafenhaus das Institut für Rechtsgeschichte und Papyrusforschung.
Das Gebäude steht unter Denkmalschutz und wird sowohl aus städtebaulichen als auch aus kulturellen Gründen als bedeutendes Wahrzeichen Marburgs betrachtet.

## Deckeneinsturz im Dezember 2023
Am 2. Dezember 2023 stürzte in der Nacht die abgehängte Holz-Kassettendecke eines großen Hörsaals im Landgrafenhaus ein. Zu diesem Zeitpunkt befanden sich keine Personen im Raum. Die Universität Marburg leitete umgehend eine Untersuchung ein.
Ein Gutachten ergab, dass der Einsturz auf ein Zusammenspiel mehrerer Faktoren zurückzuführen war. Dies waren Materialermüdung durch Korrosion im Inneren von Stahlstäben und flachen Stahllaschen in der Deckenaufhängung, erhöhte Feuchtigkeit aufgrund einer Dämmschicht, die während der COVID-19-Pandemie installiert wurde, ein schneller Temperaturabfall in der Nacht des Vorfalls sowie eine uneinheitliche Stahlqualität, da der verwendete Stahl aus dem Ersten Weltkrieg stammte. Diese Faktoren führten dazu, dass die Last der Zwischendecke für das Tragsystem zu groß wurde. Es wird angenommen, dass zunächst eine Aufhängung versagte, was eine Kettenreaktion auslöste, die zum vollständigen Einsturz der Decke führte.
Die Universität reagierte umgehend und sperrte das Gebäude. In den folgenden Monaten wurden statische Prüfungen durchgeführt, um die Sicherheit des gesamten Gebäudes zu gewährleisten. Im ersten Quartal 2025 konnten die Büros und Räume im Gebäudeteil zur Universitätsstraße wieder bezogen werden. Für die drei kleineren Hörsäle ist eine Wiederinbetriebnahme zum Wintersemester 2025/26 geplant, wobei bei zweien die Deckenkonstruktionen verstärkt und bei einem weiteren die Unterdecke erneuert werden sollen. Der große Hörsaal, dessen Decke eingestürzt war, wird voraussichtlich mehrere Jahre für die Sanierung benötigen.
Die Kosten für die Wiederherstellung der Büros und der kleineren Hörsäle werden auf etwa 600.000 Euro geschätzt. Für die Sanierung des großen Hörsaals liegen derzeit noch keine genauen Kostenschätzungen vor.